# Église Saint-Georges de Saint-Georges-sur-Allier
L'église Saint-Georges est une église catholique située à Saint-Georges-sur-Allier, en France.

## Localisation
L'église est située dans le département français du Puy-de-Dôme, sur la commune de Saint-Georges-sur-Allier.

## Historique
L'édifice est classé au titre des monuments historiques en 1886 et inscrit en 1926.